# 艾比爾國際機場
艾比爾國際機場（阿拉伯语：‎）是位在伊拉克庫德斯坦艾比爾的機場。由庫德自治政府營運。

## 外部連結
- 艾比爾國際機場 （页面存档备份，存于）